# Tubificina
Трубочники (Tubificina) — це малощетинкові кільчасті черви, які живуть у мулі водойм з високим вмістом органічних речовин (у мулі ставків, у заболочених річкових берегах). Висока концентрація черв'яків у ґрунті є ознакою забрудненості водойми. Висунувши верхню частину тіла з ґрунту, вони весь час роблять коливальні рухи, захоплюючи їжу: бактерій, найпростіших, органічні рештки. У місцях скупчення трубочників дно здається вкритим рухливим червонуватим «мохом».
Трубочники служать кормом для риб, але живуть там, де багато гниючих решток, тому слід бути обережним, щоб не отруїти або не заразити акваріумних риб. Будь-який корм для акваріума краще збирати у водоймах, де немає риб, якомога далі від стічних труб підприємств.

## Класифікація
- Родина Enchytraeidae
- Родина Naididae
- Родина Opistocystidae
- Родина Phreodrilidae
- Родина Propappidae